# NGC 953
NGC 953 är en elliptisk galax i stjärnbilden Väduren 218 miljoner ljusår ifrån oss. Den är på kollisionskurs med IC 1801. Supernovan SN 2006F hittades i NGC 953.